# 志村氏
志村氏（しむらし）は、日本の氏族。古い氏族の為、異流が多く埼玉県、東京都、山梨県、宮城県に多く見受けられる。

## 概要
『吾妻鏡』や『承久物語』などによると、志村平三・信乃三郎光行(南部光行)・志村三郎・志のむら弥三郎・志村又太郎が登場しているのから確認出来るように、室町時代以前からの豪族である。平姓秩父氏豊島氏、有道姓児玉党、越後橘姓小日向氏、高階氏、清和源氏小笠原氏、藤原姓菊池氏の支族にも見られる。

### 武蔵志村氏
武蔵国の名族、坂東八平氏秩父氏流豊島氏の一族で、武蔵国豊島郡志村郷（現・東京都板橋区志村）を本拠としていた志村氏がある。古くは「しのむら」と称された。板橋区の志村城は豊島氏一族の志村氏が築いた城であると言われており、同地に志村熊野神社が長久3年(1042年)に志村将監が紀州から勧請された。
豊島氏は豊島常家の弟、豊島家村が四村六郎と名乗った。また、豊島氏庶流とされる観応元年（1350年）の志村親義着到状が現存している。
吾妻鏡において、千葉氏配下の豊島氏庶流志村氏が複数確認できる。
この志村氏は土着豪族の為、北条氏の後の後北条氏の家臣に多く見られる。天文 (元号)10年（1541年）11月2日、北条氏康から武蔵国川越城（現・埼玉県川越市）での戦功によって志村弥四郎に感状が与えられた記録がある。
異説としては、鎌倉時代の志村氏は豊島氏よりも武蔵七党の丹党との関係が強いと考えられており、後の時代の豊島氏流志村氏とは異なるという説がある。

### 甲斐志村氏
甲斐国（山梨県）に志村姓が多く、長野県佐久市志村郷(長野県南佐久郡・佐久市付近)にいた豪族と言われている。この志村氏は武田家の拡大に従って、各地に付き従っている（ex. 南部志村氏、安芸志村氏）。戦国時代には甲斐国八代郡河内岩間庄中山（市川三郷町）の土豪で、武田氏一門である河内領主・穴山氏家臣の志村一族や、武田家の旗本を務めた志村氏が確認できる。

#### 天正壬午起請文の志村氏
天正10年1582年に武田氏が滅亡し、天正壬午の乱において徳川家康に提出した起請文に記載されている志村氏。
山縣三郎兵衛尉昌景衆の志村清三郎、
今福筑前守衆の志村半兵衛、
今福新右衛門尉衆の志村忽十郎と志村宗參、
青沼助兵衛尉衆の志村久右門、
甘利左衛門尉衆の志村新八郎、
小人頭横目衆の志村叉左右門(志村貞盈)、
小人頭衆子供の志村平四郎(志村貞精?)

#### 八王子千人同心の志村氏
甲斐国志、姓氏家系大辞典、日本紋章学によると小笠原長清の孫、伴野時直の庶流、信濃国佐久郡志村にありて志村氏を称すとあり、長篠合戦屏風にて、戦死した山県昌景の首級を持ち帰った、志村貞盈はこの一族。

#### 八王子の志村氏
後北条氏時代の八王子にも志村氏が多い。武蔵志村氏の系統が多いが、八王子城落城にて自刃した志村景元は生まれが甲斐である為、甲斐志村氏一族と推察される。ここから甲斐出身の志村氏が後北条氏に仕えたものもいると確認できる。後北条氏の八王子城落城後は、武田遺臣の八王子千人同心が八王子をおさめた。八王子千人同心千人頭9家の一家に志村氏があり、明治時代まで続いた。家紋は丸に一文字。

### 宮城県を起源とする志村氏
宮城県の志村氏は、鎮西地方が肥後国の菊池氏の末裔と伝わる。最上家家臣の志村光安はこの一族と思われる（宮城県名取市手倉田志村出身の豪族か?）。仙台藩では志村三珠樹と呼ばれた賢人を輩出し、昭和期まで多くの研究者を輩出した。

### 滋賀県を起源とする志村氏
滋賀県東近江市新宮町の新村城(志村城)を拠点とした豪族。高階氏流志村資良がこの一族。家紋は「輪違い」。

### 北海道の志村氏
北海道も志村氏が多いが、新しく開拓された土地である為、各地の移民で構成されている。
札幌開祖と呼ばれる志村鐵一は信州の剣客だと言われている。

### 有道氏の志村氏
久自国造の流れ、武蔵国児玉郡所領。有道氏の児玉惟行(-1069年没)が祖。子は土着した地名を名字し、支族の一つが有道姓児玉党志村氏を名乗った。

### 越後橘姓小日向氏流の志村氏
敏達天皇末裔の橘諸兄を祖とし、越後橘姓の小日向氏流の志村氏。直峰城城主、小日向隼人佐の一族。

### その他
播磨国出身の糟屋武則の父が播磨の豪族の志村氏と伝わる。
架空の人物である対馬の志村氏は宗助国がモデルである。
歌川国芳の「太平記英雄伝」に志村政蔵勝豊(木村又蔵をモデルにした武将)という佐藤正清(加藤清正をモデルとした武将)配下の武将が登場する。虎狩図などにも登場する。
蒲池鎮厚(生年不詳 - 1927年) - 神奈川奉行所組頭の志村佐一郎の子志村鎮厚。蒲池氏に婿養子に入った。

## 名主の志村家
小田原下堀方形居館の志村家
武田氏、徳川家康が道筋奉行として、志村氏を山中口(相州境)に命じた。小田原の下堀方形居館に甲斐出身の志村佐善が移り住んだのは、徳川家の甲州九口之道筋奉行の時期かこの前である。江戸時代に代々名主を務めた。
王禅寺志村家
天正15年(1587年)以前に、寺社領である王禅寺村に王禅寺志村家があり、文政9年(1826年)に志村文之丞が琴平神社 (川崎市)を勧請した記録がある。江戸時代に代々名主を務めた。